# 鳥取市立豊実小学校
鳥取市立豊実小学校（とっとりしりつ とよみしょうがっこう）は、鳥取県鳥取市大桷（当時）にあった公立小学校。

## 概要
所在地は大桷であったが、野坂の集落に近いことから「野坂の学校」と言われた。
1918年（大正7年）9月14日に近くを流れる野坂川氾濫による大洪水で校舎および記録を全て流失した。当時の校長であった細井義男らは御真影を奉護して濁流を渡り、大字嶋の小谷宅にたどり着いた。御真影は事なきを得たが校舎は流失してしまった。佐竹義文知事および島田俊夫気高郡教育会長（兼気高郡長）は表彰状を贈ってこれを賞した。これ以後は野坂の光明寺など4会場を仮教室として授業を行なわれ、大正7年度の卒業式は光明寺本堂で行われた。
1943年（昭和18年）9月10日、鳥取地震で校舎2階建8教室が倒壊し、また倒壊を免れた建物も半壊した。校舎が使用に堪える状態ではなくなったため、松保村の松保国民学校で二部授業を行った。午前を松保校が、午後を豊実校が授業を行うという状態がしばらく続いた。当時は戦時中のため物資や労力が不足し校舎再建は困難であったが、村長の努力により11月着工し、12月15日に戦時規格建物として竣工した。
1967年（昭和42年）に鳥取市立松保小学校と統合し、鳥取市立世紀小学校となった。

## 沿革
1918年（大正7年）9月14日の校舎流失により記録を失ったため、それ以前については定かではない部分がある。
豊実尋常小学校設立前
- 1873年（明治6年） - 野坂学校を野坂村の光明寺に設置。また大満学校を大満村に設置するも翌年廃止になったとされる。
- 1882年（明治15年） - 鳥取県布告により、上原村（後の穏治村→明治村）の上原小学校を本校とし、野坂小学校はその分校となる。
- 1887年（明治20年）1月31日 - 県令第5号により宮谷村に学校が設置され、宮谷尋常小学校となる。後に上原校の分校となる（宮谷校の開校は明治16年とする文献もあり）。
- 1889年（明治22年）10月1日 - 町村制施行により豊実村が発足。学区と行政区域を同一とするため上原校から独立した学校を設置することになる。

| 学区番号 | 本校位置 | 分校位置 | 所属村                                 |
| -------- | -------- | -------- | -------------------------------------- |
| 5        | 上原村   | -        | 上原村・上段村・下段村・尾崎村・大塚村 |
| 5        | 上原村   | 細見村   | 細見村                                 |
| 5        | 上原村   | 野坂村   | 野坂村・大桷村・島村・宮谷村           |

| 学区番号 | 学校位置 | 科別   | 所属村                                 |
| -------- | -------- | ------ | -------------------------------------- |
| 5        | 宮谷村   | 尋常科 | 宮谷村・野坂村・島村・大桷村           |
| 5        | 上原村   | 尋常科 | 上原村・上段村・下段村・大塚村・尾崎村 |
| 5        | 槇原村   | 尋常科 | 槇原村・松上村                         |
| 5        | 河内村   | 尋常科 | 河内村                                 |
| 5        | 細見村   | 簡易科 | 細見村                                 |

豊実尋常小学校
- 1890年（明治23年）3月26日 - 鳥取県令第35号により、学区番号13、学校設置区域は豊実村、学校位置は下段・宮谷と定める。
- 1890年（明治23年）5月16日 - 鳥取県令第56号により、学校位置を野坂と改める。
- 1890年（明治23年）6月15日 - 豊実尋常小学校を野坂162番地に設置（穏治尋常小学校沿革誌）。
- 1896年（明治29年） - 野坂214番地に学校を移転。
- 1908年（明治41年）4月1日 - 尋常小学校（義務教育）6年となる。
- 1908年（明治41年）9月18日 - 義務教育延長により校舎が狭隘となり、大桷字河原に平屋建5教室を改築移転し4学級編成とする。
- 1918年（大正7年）8月 - 児童数増加のため2教室を増築し、5学級編成とする。
- 1918年（大正7年）9月14日 - 野坂川氾濫により校舎が流失。
- 1919年（大正8年）1月15日 - 大桷471番地（廃校までの所在地）に移転、二階建8教室と講堂兼用の雨天体操場を新築。
- 1920年（大正9年）4月1日 - 6学級編成とする。

豊実尋常高等小学校
- 1923年（大正12年）3月27日 - 高等科設置認可。
- 1923年（大正12年）4月1日 - 豊実尋常高等小学校と改称、高等科1・2学年複式の1学級を併置して7学級編成とする。
- 1924年（大正13年）4月1日 - 高等科を単式として8学級編成とする。
- 1935年（昭和10年）7月12日 - 青年学校を併置。

豊実国民学校
- 1941年（昭和16年）4月1日 - 国民学校令により豊実国民学校と改称する。
- 1943年（昭和18年）9月10日 - 鳥取地震発生。校舎が倒壊。
- 1943年（昭和18年）12月15日 - 校舎竣工。

豊実村立豊実小学校
- 1947年（昭和22年）4月1日 - 豊実村立豊実小学校と改称する。
- 1950年（昭和25年）3月7日 - 裁縫室で村民大会を開き、校舎新築および増築を決議（当時の校舎が戦時規格で狭く暗く、また損傷が大きかったため）。
- 1950年（昭和25年）7月5日 - 新校舎起工式。
- 1950年（昭和25年）11月3日 - 新校舎落成式。

鳥取市立豊実小学校
- 1953年（昭和28年）7月1日 - 豊実村が鳥取市に編入され、鳥取市立豊実小学校となる。
- 1954年（昭和29年）4月1日 - 明治小学校区の上段を本校の通学区域に変更。
- 1960年（昭和35年）4月1日 - 明治小学校区の上原・尾崎の各一部を本校の通学区域に変更。
- 1960年（昭和35年）9月20日 - 元図書室を調理室に改造し、週5日制の完全給食を実施。
- 1961年（昭和36年）6月2日 - 大桷出身の宮崎幾馬により二宮金次郎像寄贈（後に世紀小学校に移設）。
- 1966年（昭和41年）6月 - 鳥取市教育長より豊実・松保両小学校の統合が勧告される。
- 1967年（昭和42年）3月31日 - 廃校。

世紀小学校豊実校舎
- 1967年（昭和42年）4月1日 - 世紀小学校豊実校舎となる。
- 1968年（昭和43年）4月4日 - 世紀小学校新校舎完成により、豊実校舎廃止。閉校式が行われた。

（参考文献：、）

## 併設校
- 豊実村青年学校
1935年（昭和10年）に公布された青年学校令に基づき、同年7月12日に設置。それ以前の豊実公民学校を置き換えた。1943年（昭和18年）3月31日、明治村・東郷村と共同で明治村外2ヶ村学校組合立高草青年学校を明治村大字上原の上原神社裏側丘陵地に設置し、独立校舎に移行した[4]。

## 関連校
- 高草高等小学校
1900年（明治33年）4月1日、気高郡東部（旧高草郡）のうち千代水村を除く17ヶ村の組合立高等小学校として松保村大字里仁に開校。しかし進学者が増加すると高等小学校の分担金が多く、むしろ尋常小学校に高等科を付設した方が得策と考えられるようになり、次第に学校組合を離脱する村が多くなった[4]。

- 気高郡村組合立高草農業学校
1908年（明治41年）4月1日、高草高等小学校と同地にあった高草裁縫学校を統合して松保村大字里仁に設置。学校組合を離脱する村が多くなったことにより松保村・湖山村・豊実村・明治村の4ヶ村で維持経営していた。豊実村は1923年（大正12年）3月27日に尋常小学校に高等科を付設したことにより離脱した[4]。

- 気高郡豊実公民学校
1931年（昭和6年）4月1日、実業学校令による豊実農業補習学校と、青年訓練所令・青年訓練所規程による豊実青年訓練所を合併して設置。青年学校令の施行前に先駆けて統合したものであった[4]。

## 校歌
1940年（昭和15年）頃に作成された。作詞は智頭町出身の伊福部隆彦、作曲は岩美町出身の田村虎蔵であった。

## 校区
- 大塚、野坂、大桷、嶋、宮谷、下段、上原（一部）、尾崎（一部）、上段

## 進学先中学校
- 鳥取市立大東中学校（昭和38年度まで）
- 鳥取市立高草中学校（昭和39年度以降）

## 廃校後
鳥取三洋電機の設立に伴い、1968年（昭和43年）に校舎を買収して鳥取夏原工業となった。その後1978年（昭和53年）2月1日にトヨミ工業、1991年（平成3年）にテガ、1996年（平成8年）4月にテガ三洋工業となった。また所在地の大字が野坂に変更された。